# تشين أوف روكس

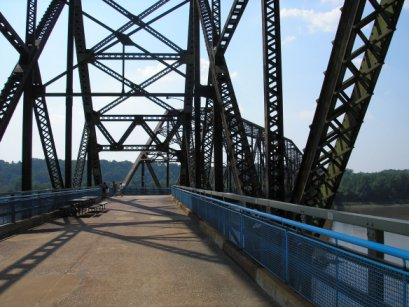
صورة لجسر تشين أوف روكس.

جسر تشين أوف روكس (بالإنجليزية: Chain of Rocks)‏ يمتد عبر نهر المسيسيبي على الحافة الشمالية من مدينة سانت لويس بولاية ميسوري. في الطرف الشرقي من الجسر هو في جزيرة شوتو، (وهي جزء من ماديسون، إيلينوي)، في حين أن الطرف الغربي يقع على شاطئ ولاية ميسوري.
كان الجسر الطريق يستخدم كتمتداد للطريق 66 في عبور نهر المسيسيبي. وهو معروف بانحنائه 22 درجة في منتصف الطريق من المعبر. كان الجسر في الأصل ينقل السيارات، فهو الآن يحمل المشاة والدراجين فوق النهر. هناك جسر جديد يحمل المركبات الآلية إلى الشمال. والآن يطلق على الطريق القديم إلى الجسر الطريق تشين أوف روكس وينتهي بالقرب من الطريق رومان. وهناك موقف السيارات في بداية طريق المشاة الآن. وتمت إضافة الجسر إلى السجل الوطني للأماكن التاريخية في عام 2006.